# Peltoperla nigrifulva
Peltoperla nigrifulva is een steenvlieg uit de familie Peltoperlidae. De wetenschappelijke naam van de soort is voor het eerst geldig gepubliceerd in 1962 door Wu.